# Tunneluntersuchungswagen Kar 6209
Der Tunneluntersuchungswagen Kar 6209, später 711 001-8, war ein Fahrzeug der Deutschen Bundesbahn zur Überprüfung und Untersuchung von Eisenbahntunneln. Er wurde von 1959 bis 1982 im gesamten Bundesgebiet eingesetzt.

## Vorgeschichte und Bau
Zur Untersuchung der baulichen Beschaffenheit und damit der Verkehrssicherheit von Tunneln stellten die Preußischen Staatseisenbahnen bereits kurz nach der Jahrhundertwende erste Spezialfahrzeuge mit batterieelektrischem Antrieb in Dienst. In Karlsruhe folgte durch die Deutsche Reichsbahn 1932 ein weiterer Wagen, der neben Akkumulatoren einen Benzinmotor mit Generator erhalten hatte. Diese Fahrzeuge standen teilweise nach dem Zweiten Weltkrieg noch im Dienst der Deutschen Bundesbahn, waren jedoch stark veraltet.
Die Deutsche Bundesbahn plante daher die Beschaffung eines neuen Tunneluntersuchungswagens, für dessen Entwicklung klare Vorgaben gemacht wurden. Das Fahrzeug sollte sowohl hohe Fahrgeschwindigkeiten für Überführungen aus eigener Kraft erreichen sowie mit geringen Dauergeschwindigkeiten die Tunneluntersuchungen durchführen können. Wie bei den Vorgängerfahrzeugen bestand die Forderung nach Abgasfreiheit beim Antrieb und einer starken Beleuchtung sowie einer Hubbühne, Profillehren und Beobachtungsräumen für die Durchführung der Untersuchungen. Weiterhin wurde zur Kostenersparnis gefordert, möglichst viele Baugruppen (Drehgestelle, Batterien, Motoren) von ausgemusterten älteren Triebwagen zu verwenden.
Der Auftrag wurde von der Waggonfabrik Wegmann in Kassel für den wagenbaulichen Teil und die Endmontage übernommen, die Münchener Schaltbau übernahm die elektrische Ausrüstung, die Batterien lieferte die AFA in Hagen. Das Fahrzeug kostete 370.000 DM, davon entfielen 160.000 DM auf den elektrischen Teil. Am 24. Mai 1958 wurde das Fahrzeug mit der Fabriknummer 4775 an die Bundesbahndirektion (BD) Karlsruhe abgeliefert, die Abnahme erfolgte im Herbst des gleichen Jahres. Es erhielt die Fahrzeugnummer Kar 6209, die es als Bahndienstfahrzeug („6200er“) der BD Karlsruhe kennzeichnete.

## Technik und Aufbau
Mit den Batterien und den in einem Drehgestell eingebauten zwei 96 kW starken Motoren erreichte das Fahrzeug eine Höchstgeschwindigkeit von 90 km/h. Zusätzlich war im zweiten Drehgestell ein 25 kW leistender Motor für die Langsamfahrt bei Untersuchungen (2,3–4,5 km/h) vorhanden. Die Batteriekapazität von 624 Ah / 260 kWh (bei dreistündiger Entladung) reichte für einen Aktionsradius von etwa 300 km, außerdem konnte eine Anhängelast von bis zu 20 t, also z. B. ein Messwagen, befördert werden. Um das Fahrzeug unabhängig von ortsfesten Ladeeinrichtungen einsetzen zu können, erhielt es neben dem Batterieantrieb ein Dieselaggregat, bestehend aus einem 55 kW starken Motor und einem Generator für 50 kW Dauerleistung. Hiermit konnten die Akkumulatoren binnen etwa acht Stunden komplett aufgeladen werden oder das Fahrzeug mit 40 km/h bewegt werden. Überführungen aus fremder Kraft waren mit 100 km/h möglich, hierfür erhielt der Tunneluntersuchungswagen Zug- und Stoßvorrichtungen in Regelbauweise.
Das Untergestell und das Gerippe des Wagenkastens wurden in Stahlleichtbauweise hergestellt. Die Drehgestelle stammten vermutlich von ausgemusterten Fahrzeugen, jedoch waren die Spenderfahrzeuge nicht mehr nachvollziehbar. Unter dem Längsträger befanden sich die Batteriekästen, die in acht auswechselbaren Trögen insgesamt 220 Zellen aufnahmen. Der Fahrzeugumriss erfüllte das RIC-Profil.
Der Fahrzeugaufbau begann an beiden Wagenenden mit großen Arbeitsplattformen, die um die Führerstände herumgeführt waren. An den Kanten der Führerstands-Stirnwände war die Arbeitsbeleuchtung für Untersuchungsfahrten, 13 Leuchtstofflampen zu 40 W, in Trögen angeordnet. Weitere Arbeitsleuchten konnten bei Bedarf angeschlossen werden. Außerdem befanden sich an den Führerständen die Spitzen- und Schlussleuchten und zwei Scheinwerfer.
An den Führerstand 1 schloss sich ein Werkstatt- und Vorratsraum an, in dem kleinere Arbeiten, beispielsweise an den Messeinrichtungen durchgeführt werden konnten. Der in voller Breite ausgeführte Mittelteil des Wagenkastens, dessen Dach über Treppen an allen vier Ecken erreichbar war, hatte, enthielt neben dem Raum für das Dieselaggregat einen Aufenthaltsraum, einen Wasch- und Kleidertrockenraum mit Toilette und den Auswertungsraum, an den sich der Führerstand 2 anschloss. Zur Unterbringung des Personals im Einsatz waren im Aufenthalts- und Auswertungsraum Schlafstellen für fünf Personen vorhanden.
Auf dem Fahrzeugdach befanden sich eine heb- und drehbare Arbeitsbühne, zwei weitere feste Arbeitsbühnen und ein Erdungsstromabnehmer, außerdem an den Seiten des Wagenkastens ausklappbare Beobachtungsstände und eine Profilmesseinrichtung. Eine Steuerung des Tunneluntersuchungswagens war zudem von einem Behelfsführerstand auf dem Dach möglich. Eine Wechselsprechanlage diente der Kommunikation zwischen den Führerständen, Untersuchungsbühnen und dem Auswertungsraum.
Als Betriebsbremse diente eine Druckluftbremse der Einheitsbauart, ferner war eine Nutzbremsung mit den Fahrmotoren möglich. Die Handbremsen in den Führerständen wirkten auf das benachbarte Drehgestell und erzielten ein Bremsgewicht von 18 t am Triebdrehgestell und 16 t am Laufdrehgestell. Eine Sicherheitsfahrschaltung war vom Bau an vorhanden, in den 1960er Jahren erhielt das Fahrzeug eine Indusi und Zugbahnfunk.

## Einsatz und Ausmusterung
Nach der Abnahme wurde das Fahrzeug zunächst in Süddeutschland eingesetzt, der erste Einsatz erfolgte am 24. Januar 1959 im Kirchheimer Tunnel. Recht bald wurde der Einsatzbereich ausgedehnt, das Fahrzeug übernahm schließlich alle Tunneluntersuchungen auf dem Gebiet der DB, die älteren Tunneluntersuchungswagen wurden abgestellt. Einige Einsätze erfolgten im Ausland.
Mit der Einführung des neuen Baureihenschemas der DB 1968 erhielt der Wagen die Betriebsnummer 711 001-8. Ein Neuanstrich in Gelb, der ab den 1970er Jahren vorgeschrieben gewesen wäre, unterblieb, das Fahrzeug trug bis zu seiner Ausmusterung die beim Bau vorgeschriebene rote Farbe. Nach einer Prüfung der Leistungsfähigkeit im Dezember 1975 wurde eine Modernisierung des Tunneluntersuchungswagens vorgesehen, die jedoch aus finanziellen Gründen unterblieb.
Bei einer Überführungsfahrt nach Limburg (Lahn) fiel am 13. Oktober 1982 die Steuerung des 711 001 aus, er musste mit einer E-Lok abgeschleppt werden. Er wurde im Ausbesserungswerk Limburg abgestellt und mit Datum vom 1. März 1983 z-gestellt. Der Wagen stand noch einige Jahre dort und wurde auf Ausstellungen präsentiert, bevor er im Oktober 1988 verschrottet wurde.
Vorübergehend wurde als Ersatz ein Turmtriebwagen der DB-Baureihe 701 als Tunneluntersuchungsfahrzeug umgerüstet, bis 1985 die Aufgabe von einem Nebenfahrzeug mit der Nummer Klv 93-0001 übernommen wurde.
Die Baureihennummer 711 001 wurde 1995 an das neu erbaute Hubarbeitsbühnen – Instandhaltungsfahrzeug Oberleitungen (HIOB) der DB-Baureihe 711.0 vergeben.